# Postumiano (advogado)
Postumiano (em latim: Postumianus) foi um advogado romano do século IV, ativo no reinado dos imperadores Graciano (r. 375–383), Valentiniano II (r. 375–392) e Teodósio I (r. 378–395).

## Vida

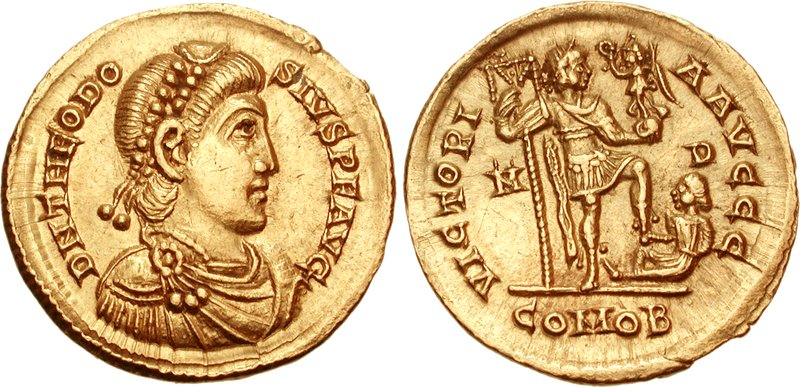
Soldo de Teodósio I r.

Postumiano era talvez irmão de Rúfio Ceiônio Sabino, filho de Rúfio Ceiônio Cecina Sabino e neto de Antônio Cecina Sabino e Caio Ceiônio Rúfio Volusiano; Postumiano provavelmente era um tio, e ele teve ao menos outro cujo nome é desconhecido. Ele era pagão. Era nativo de Roma e um relevante cidadão. Em 383, ano de sua primeira aparição nas fontes, atuava como advogado. Aparece na Saturnália de Macróbio na qual é representado como se recusando a participar de reuniões no fórum por pressão do trabalho, mas ao narrar as conversas para Décio soube que Eusébio tomou seu lugar.
Foi recomendado em data incerta por Símaco a Eutrópio. Em 392, recebe a epístola 1036 do sofista Libânio em resposta a uma carta de condolência sobre a morte de Cimão, filho do sofista. Na época que recebeu a epístola estava em Atenas educando o filho de seu tio ou mesmo seu próprio. Postumiano ou o prefeito pretoriano do Oriente homônimo foi nomeado ao senado em 395 como membro de uma embaixada ao imperador; foi descrito com homem ilustre numa das epístolas de Símaco.